# 가네코 야스지
가네코 야스지(일본어: 金子 安次, 1920년 1월 28일~2010년 11월 25일)는 옛 일본제국 육군의 병사이다. 중일 전쟁에 참전하였으며 종전 후 일본군의 전쟁 범죄에 관해 증언을 남겼다.

## 이력
야스지는 지바현에서 태어났다. 1940년 4월 징병검사에서 합격판정을 받고 그해 가을 소집되어 이등병으로 북지나방면군 독립혼성제10여단 제44대대에 배속되었다. 1945년 조선에 배치되었다가 일본의 항복이후, 북한에 진주한 소련군에 억류되어 5년간 시베리아에서 억류생활을 하였고, 1950년 중화인민공화국으로 인도되어 푸순의 전범관리소에 소용되었다. 여기서 5년 동안 구금된 이후, 1956년 기소면제 판정을 받고 석방되어 일본으로 돌아왔다. 1990년대부터 자신이 체험한 일본군의 잔혹 행위를 증언하였으며 2000년에는 국제여성전범재판에서 일본군 위안부의 강제 연행을 증언하기도 했다. 2001년에는 다큐멘터리 영화 《일본귀신》(「日本鬼子」)에 출연하여 증언했다. 한편 가네코와 함께 이 영화에 나와 증언을 한 일본군 출신들 중에는 중국의 포로 수용 시설에 있었을 때, 세뇌 교육을 받았을 수도 있다고 주장함으로써 일본의 잘못을 부정하려는 이도 있다.
우익 성향의 학자인 하타 이쿠히코와 와타나베 도시오는 1940년에 입대한 가네코가 1937년의 남경공략전에 참전했다고 하는 등의 증언 상의 오류를 들어 가네코의 증언의 신빙성에 의문을 제기하고 있다.

## 증언 내용
- 1996년 9월 26일 일본의 영자지인 The Japan Times에서 가네코는 "총으로 쏘거나 고문하여 100명 이상을 내가 죽였다. 이런 일을 다시는 되풀이해서는 안된다"고 말했다.

- 2007년 3월 10일 테레비 도쿄의 인터뷰에서는 "나는 동료들과 함께 주둔지 근처의 마을에서 여성을 납치했다"고 증언하였다.

- 산둥성 린칭 현에 제59사단 예하 독립혼성보병 제44대대가 주둔했는데, 1943년 9월 운하에 콜레라를 퍼트리려고 제방을 무너뜨렸다고 증언했다. "44대 대장인 히로세 중좌로부터, '제방을 파괴하여 해방구를 매몰시켜 콜라레균을 퍼트려라'고 명령을 받았다. 당시 중기관총 소대장 오시마 소위와 8명은 파괴작업을 행했고, 그밖의 사람은 제방을 지키고 있는 것처럼 가장했다. 당시 나는 중기관총 분대의 상등병이었고, 이 파괴행위에 참가하여 야전삽으로 50센치의 제방을 무너뜨렸다."

- 여성국제전범법정에서 일본군 위안부에 관하여 증언했으나, NHK의 방송분에서는 스즈키 요시오의 증언과 함께 삭제되어 방영되지 않았다.

질문: "당신이 본 위안소의 여성들은 자신의 의지로 왔다는 사람들입니까?"
가네코: " 아니오. 일본에는 공창 제도가 있습니다만, 이것은 영업으로 이익을 남기는 것입니다. 그러나 거기서 일하는 사람들은 모두 고통스럽게 일하고 있었습니다. 빛으로 속박되어 자유행동은 불가능했습니다. 이곳에 위안부의 위안부라고 할만한 것이 있었습니다.
질문 "위안소의 존재가 강간방지의 역할을 했다고 생각합니까?"
가네코 "소용없었습니다. 위안소는 1엔 50전을 지불해야했지만, 강간은 공짜였습니다. 나의 월급은 이등병으로서 8엔 802전쯤 되었고, 상등병으로서 11엔 정도였습니다. 이중의 일부는 강제적으로 저금을 해야 했습니다. 그래서 돈도 없었기 때문에 1엔 50전을 지불하는 것보다는 작전에 나가서 강간을 하는 편이 낫다는 생각을 했습니다."
- 일본의 전쟁 범죄를 부정하려는 우익 인사 코바야시 요시노리의 전쟁론을 비판하여

"일본이 (만주사변을 기점으로) 15년이나 계속되었던 중국 침략에서 수많은 죄를 범한 것은 명백한 사실이다."
"코바야시 씨에게 말한다. 거짓말하지 말아라. 예로부터 거짓말은 도둑질의 씨가 된다고 했다. 하물며 《전쟁론》에 나오는 침략 전쟁은 살인 강도와 똑같다. 무기를 들고 다른 나라에 들어가 재물을 약탈하고 반항하면 죽이는 것이다. 《전쟁론》을 그리려면 전쟁의 무서움과 잔혹함, 그리고 슬픔을 그려서 두 번의 이런 과오를 범하지 않도록 역사의 사실을 정확히 알려야 한다.
- 일본의 전쟁 범죄를 줄여서 해석하려는 하타 이쿠히코의 발언을 비판하여

하타 이쿠히코는 일본군 병사의 범죄, 가해 행위가 군의 방침이 아니라 개인적인 것이라고 보고, 가네코와 같이 자신의 행동을 고백하는 전직 병사를 "일부의 극악인"이라고 평하고 있다.
"확실히 우리들은 극악인이었다. 피해자도 우리를 악귀로 보았을 것이다. 그러나 누가 우리를 악귀로 만들었나? 누구도 좋아서 악귀가 되는 것은 아니다. 전쟁에서 사람을 죽이라고 배우는 게 아닌가? ? 군대는 극악인이 되도록 교육하지 않았나? 하타도 군대에 가면 알게 될 것이다. 군대는 죽이라고 하면 죽여야 한다. 전쟁에 나간다면 하타도 똑같은 "극악인"이 될 것이다."

## 같이 보기
- 위안부